# Netobimin
Netobimin ist ein Anthelmintikum aus der Gruppe der Probenzimidazole. Es wurde 1987 von Schering-Plough als Tierarzneimittel entwickelt. Netobimin ist ein Prodrug von Albendazol.

## Verwendung
Der Wirkstoff wird zur Behandlung eines Befalls mit Magen-Darm-Fadenwürmern, Lungenwürmern, Bandwürmern und Saugwürmern bei Schafen verwendet.

## Wirkungsmechanismus
Wie bei allen Benzimidazolen beruht die Wirkung auf der Bindung an Tubuline der Parasitenzelle und damit auf der Hemmung der Bildung von Mikrotubuli. Dadurch werden lebenswichtige strukturelle (Ausbildung des Cytoskeletts) und funktionelle Vorgänge (Aufnahme von Nährstoffen und Transportvorgänge innerhalb der Parasitenzellen) gestört. Nachdem die Reserven des Parasiten ausgeschöpft sind, stirbt er ab und wird nach etwa 2 bis 3 Tagen ausgeschieden.

## Pharmakokinetik
Bei oraler Aufnahme wird Netobimin selbst nicht resorbiert, wird aber im Pansen und im Ileum schnell zu Albendazol umgewandelt. Albendazol wird rasch resorbiert, ist aufgrund der schnellen Verarbeitung in der Leber (First-Pass-Effekt) aber kaum im Blutplasma zu finden. In der Leber wird Albendazolsulfoxid gebildet, das wie Albendazol anthelminthisch aktiv ist.
Nach parenteraler Verabreichung wird Netobimin schnell resorbiert und über das Blut und die Galle in den Magen-Darm-Trakt abgegeben. Hier verhält es sich im Weiteren wie bei oraler Verabreichung.

## Handelsnamen
Monopräparate
Hapadex